# شروبائینورا
شروبائینورا (به قزاقی: Sherubainura) یک رود در قزاقستان است که در بلندی‌های قزاق واقع شده‌است.